# Mekano Film & Television
Mekano Film & Television var ett svenskt produktionsbolag för film, TV och video. Bolaget tog blandande uppdrag men fokuserade i huvudsak på produktion av reklamfilm och musikvideor.
Företaget grundades 1981 av Ola Holmgren som Videoproduktion AB. År 1986 bytte företaget namn till Mekano Film & Television och bröderna Anders och Johan Skog fick mer framträdande roller.
Senare bildades koncernen Mutter Media där även Meter Film & Television och postproduktionsbolaget Mekaniken Post Produktion skulle ingå. Mutter kontrollerades av Schibsted som 1996 köpte det danska filmbolaget Metronome, varefter Mutter bytte namn till Metronome Film & Television. År 2001 köpte Metronome danska European Film Group och flyttade Mekano till denna grupp.
En film för Wasabröd som producerats för reklambyrån Hall & Cederquist belönades med ett guldägg för 1982. Ytterligare ett guldägg för år 2002 fick bolaget för en film för Däckia.
Bland senare kända personer som inlett sina karriärer på Mekano finns Annie Wegelius, Jonas Åkerlund och Johan Renck (Stakka Bo).

## Källhänvisningar
1. ↑  Svenska Dagbladet, 31 januari 1986
2. ↑  Mekanos vd får sparken, Resumé, 16 oktober 2002
3. ↑  Guldäggsvinnare 80-talet Arkiverad 6 januari 2019 hämtat från the Wayback Machine., Kommbloggen
4. ↑  Guldägget 2002: Här är hela vinnarlistan, Resumé, 2 april 2003
5. ↑  – Madonna är cool, skön att jobba med, Aftonbladet, 8 maj 1998